# Windows Vista
Windows Vista (wym. /ˈvɪstə/, Windows NT 6.0, nazwa kodowa Longhorn) – system operacyjny z rodziny Windows wydany przez Microsoft 30 stycznia 2007 roku. Jest następcą systemu Windows XP. Kolejnym systemem Microsoftu jest Windows 7 wydany 22 października 2009 roku. Wsparcie od Microsoft skończyło się 11 kwietnia 2017 roku.
System został wydany w sześciu różnych edycjach, które różnią się dostępnymi aplikacjami. Windows Vista ma nowe lub ulepszone funkcje względem poprzednika, XP. Do najważniejszych należą nowy wygląd systemu Windows Aero, wyszukiwarka plików Windows Search, pasek boczny z gadżetami czy kontrola konta użytkownika. W Viście zawarto także nową wersję przeglądarki Internet Explorer 7, Windows Media Player 11 i Windows Media Center.
Podczas produkcji był znany pod nazwą kodową Longhorn. Microsoft reklamował swój system sloganem "Clear, Confident and Connected", czyli "Przejrzysty, Pewny i Połączony". Koszty produkcji Visty wyniosły łącznie sześć miliardów dolarów. W październiku 2013 roku Windows Vista był zainstalowany na 3,16% komputerów na świecie, natomiast w Polsce w okresie od 21 do 27 października 2013 udział ten wynosił 7,57%.

## Terminy premiery
8 listopada 2006 roku ówczesny lider działu Microsoftu zajmującego się klienckim systemem operacyjnym, Jim Allchin, napisał na swym blogu, iż tworzenie Visty zostało zakończone i rozpoczęła się produkcja. Dla użytkowników licencji grupowych system Windows Vista był dostępny już od 30 listopada 2006, w wersji pudełkowej oraz preinstalowany w nowych komputerach jest dostępny od 30 stycznia 2007 w Polsce i 29 stycznia na świecie. Tego dnia były prezes Microsoftu, Bill Gates, o 16:45 (czasu lokalnego) uroczyście dokonał premiery nowego produktu. Oficjalna polska premiera systemu odbyła się 7 marca 2007 roku, jednakże zakup systemu Windows Vista był już możliwy od 25 stycznia 2007.

## Nowe funkcje
Do nowości w Viście należy między innymi całkowicie nowy wygląd, bazujący na silniku Aero. Została dodana obsługa nagrywania płyt DVD. Do graficznych nowości należy też nowy wygląd przycisku „Start”, który wygląda jak trójwymiarowa kula zawierająca logo Windows Vista, ale bez napisu start.
Znana z Windows XP Service Pack 2 Zapora systemu Windows została rozbudowana. W systemie Windows Vista, zapora obsługuje ruch wchodzący i wychodzący, umożliwia definiowanie reguł na warstwach transportowej i sieciowej z uwzględnieniem specyfiki protokołów IPSec oraz IPv6. Zapora systemu Windows Vista pozwala na pełne zarządzanie nie tylko przez GUI, ale i przez wiersz poleceń oraz Group Policy.
Do systemu dołączony został również program chroniący przed programami szpiegującymi (dostępny jako darmowy dodatek dla systemów XP i Server 2003) o nazwie Windows Defender, tworzony na podstawie programu GIANT AntiSpyware firmy Giant Company Software Inc., wykupionej przez Microsoft 16 grudnia 2004.
Inną nowością są trójstopniowo (zamiast dwustopniowo) limitowane konta, dzięki którym można lepiej dopasować poziom uprawnień do użytkownika. Nowy rodzaj kont, Least Privileged User Account (LUA), który pozwala na trójstopniowe uprawnienia, jest najbardziej ograniczony i sprowadza się do jedynie podstawowych uprawnień, takich jak korzystanie z Internetu (jest możliwe odcięcie takiemu użytkownikowi dostępu do niektórych stron), czy eksploracja jego własnych folderów. Warto również wspomnieć o możliwości korzystania z kontroli rodzicielskiej, dzięki której można określić, w jakim zakresie czasu i jak długo dziecko może korzystać z komputera, a także w jakie gry może grać.
Został wprowadzony nowy model aktualizacji dzięki któremu w większości przypadków instalacja aktualizacji odbywa się w tle, bez restartowania komputera.
Kolejną nową funkcjonalnością jest wbudowane w edycję Ultimate rozwiązanie BitLocker pozwalające na szyfrowanie całych partycji. Szyfrowanie to może wykorzystywać m.in. sprzętowe moduły TPM.
Windows Vista był reklamowany przez Microsoft jako wydajniejszy, bezpieczniejszy i łatwiejszy w użyciu. Inne zmiany i usprawnienia w systemie to:
- Dzięki nowej technologii ładowania i zamykania systemu system wraca ze stanu wstrzymania w nie więcej niż 2 sekundy, a ładowanie się systemu trwa krócej niż w Windows XP.
- Aplikacje ładują pliki 15% szybciej niż w Windows XP.
- Dzięki funkcji ReadyBoost można użyć pendrive w celu polepszenia wydajności komputera.
- Nowy instalator, który umożliwia zainstalowanie systemu w około 15 minut (Windows XP instalował się 20-45 min).
- Wprowadzone nowe zabezpieczenia ochrony treści opierają się na mechanizmach uruchamianych podczas bezczynności systemu. W efekcie nie kolidują one z pracą użytkownika, jednak powodują większe zużycie procesora, nawet kiedy system jest bezczynny[16][17][18].
- Narzędzie tworzenia obrazów instalacyjnych i dysków twardych – ImageX i format ich zapisu Windows Imaging Format (WIM)
- Zmodyfikowana funkcja Przywracania systemu, w której tworzonych jest mniej koniecznych punktów przywracania, co jest równoznaczne z oszczędnością miejsca na dysku.
- Usprawniona wyszukiwarka plików; potrafi wyszukiwać wszelkie pliki użytkownika według nazwy, rozszerzenia, a także słów kluczowych podanych przez użytkownika. Możliwe jest także wyszukiwanie z użyciem języka naturalnego. Praktycznie każda aplikacja w systemie zawiera pole do wyszukiwania plików. Funkcja ta jest odpowiedzią na Spotlight firmy Apple.
- Zostało ułatwione przenoszenie danych między komputerem a urządzeniami przenośnymi.
- Usprawnione zostało przenoszenie plików i ustawień użytkownika pomiędzy komputerami.
- Internet Explorer 7 – przeglądarka internetowa dostała nowy interfejs, możliwość przeglądania internetu w kartach, wykorzystanie technologii RSS, poprawione narzędzia dla deweloperów, ochrona przed phishingiem[19]
- Windows Mail – nowy klient poczty będący następcą Microsoft Outlook Express[20].
- Nowy mechanizm logowania błędów, znany pod nazwą kodową Crimson. Jego zadaniem jest monitorowanie, zarządzanie i raportowanie kondycji systemu.
- Nowy format dokumentów XPS, bazujący na XML-u (alternatywa dla PDF).
- Wprowadzono narzędzia umożliwiające sprawowanie kontroli rodzicielskiej.
- Nowa wersja odtwarzacza multimediów Windows Media Player oznaczona numerem 11.
- Windows Movie Maker ze wsparciem technologii High Definition.
- Windows DVD Maker, pozwalające przechwytywać materiał wideo, tworzyć płyty DVD z filmami oraz tworzyć efektowne pokazy slajdów.
- Windows Photo Gallery – aplikacja służąca do zarządzania zbiorami zdjęć i obrazów.
- Windows Driver Foundation – usprawniona obsługa sterowników sprzętu komputerowego.
- Obsługa formatu nośników nowej generacji HD DVD oraz Blu-ray (jeżeli twórca konkretnego filmu wyrazi takie życzenie, oglądanie zabezpieczonych treści w wysokiej rozdzielczości może wymagać posiadania bardzo specyficznego sprzętu, włącznie z certyfikowaną przez Microsoft kartą graficzną, dźwiękową oraz monitorem)[17]
- Windows SideShow – funkcja umożliwiająca obsługę dodatkowego, małego ekranu LCD (o przekątnej ok. 3") montowanego na zewnętrznej części obudowy niektórych komputerów przenośnych bez włączania komputera. Mogą być na nim pokazywane m.in. stan baterii, zegar, menu sterowania funkcjonalnością odtwarzacza mp3 lub informacje o nowych wiadomościach e-mail.
- Obsługa tworzonej przez Microsoft sieci P2P znanej pod nazwą kodową Avalanche, połączonej z oprogramowaniem „Windows Meeting Space”, umożliwiającym m.in. dzielenie się zasobami pulpitu online.
- Nowe czcionki przystosowane do ClearType: 2 szeryfowe (Cambria i Constantia), 4 bezszeryfowe (Segoe UI, Calibri, Candara i Corbel), jedna o stałej szerokości znaku (Consolas) i inne.
- Nowy sposób obsługi tekstu i czcionek z wykorzystaniem Unicode i możliwości „Avalona” w zakresie skalowania.
- Narzędzie Windows Snipping Tool pozwalające na stworzenie zrzutu ekranu zaznaczonego fragmentu pulpitu (także o nieregularnym kształcie), zapisanie go bądź wysłanie do adresata poprzez program pocztowy.
- Nowy uproszczony Rejestrator dźwięków, posiadający jedynie funkcje nagrywania dźwięku i jego zapis do formatu WMA (format ten będzie też prawdopodobnie wykorzystywany w ustawieniach dźwięków zdarzeń systemowych; jedynie Windows Media Player 11 wykorzystywać będzie format WAV przy zapisie ścieżek audio).
- Obsługa dowiązań symbolicznych w stylu tych znanych z systemów rodziny Unix.
- Ulepszone Menu Start. Napis Start z logiem Windows został zastąpiony okrągłym logiem Windows (tzw. Vista Orb), zaś kaskadowy widok Wszystkie programy został zastąpiony przez drzewko tworzone w jednym oknie. Dodatkowo menu posiada funkcję szybkiego wyszukiwania plików.
- Brak wsparcia dla systemu plików FAT16. Zastępującym go systemem stało się nowe rozwiązanie UDF, co powoduje możliwość nagrywania płyt CD i DVD „w locie”, a także możliwość usuwania lub modyfikacji plików, nawet jeśli płyta nie jest RW.
- Usunięta obsługa portu gier. Teraz kontrolery gier (m.in. gamepady, dżojstiki, kierownice) można podłączać wyłącznie do portu USB.
- Rozpoznawanie mowy, umożliwiające sterowanie systemem wyłącznie za pomocą głosu[21]. Rozpoznawanie mowy nie jest jednak dostępne w polskiej wersji Visty.

## Edycje

Możliwości migracji między różnymi wersjami systemu Windows Vista

Windows Vista jest dostępny w sześciu edycjach, które są przeznaczone dla dwóch grup odbiorców: użytkowników domowych i pracowników biurowych. Na terenie Unii Europejskiej wydano specjalne edycje N niezawierające programu Windows Media Player. Istnieje możliwość aktualizacji Windows Vista z edycji niższej do wyższej (np. edycję Home Basic można zaktualizować do wersji Home Premium lub Ultimate) w efekcie skorzystania z cech dostępnych w bardziej rozbudowanej edycji.
Poniższa tabela zawiera wszystkie edycje Windows Vista wraz z ich krótkim opisem.
| Edycja                     | Opis | Posiada interfejs Windows Aero | Ograniczenie dostępności       |
| -------------------------- | --- | ------------------------------ | ------------------------------ |
| Windows Vista Starter      | Tak jak Windows XP Starter Edition, edycja ta jest dostępna tylko w krajach rozwijających się głównie po to, aby oferować legalną alternatywę dla nieautoryzowanych kopii. Zawiera ona duże ograniczenia, np. umożliwia użytkownikowi uruchomienie najwyżej trzech aplikacji jednocześnie. | N                              | Rynki krajów rozwijających się |
| Windows Vista Home Basic   | Podobna do Windows XP Home Edition. Przeznaczona jest do wykorzystania przez użytkowników niepotrzebujących zaawansowanych funkcji multimedialnych. W porównaniu z Home Premium pozbawiona jest interfejsu Windows Aero, programu Media Center oraz innych usprawnień obecnych w pozostałych wersjach Visty. Na terenie Europy wydawano specjalną edycję Windows Vista Home Basic N. Jest identyczna jak Windows Vista Home Basic, z wyjątkiem tego, że nie zawiera programu Windows Media Player. Ta edycja jest wydana na podstawie decyzji Komisji Europejskiej, aby umożliwić większą konkurencję pomiędzy aplikacjami multimedialnymi dostępnymi dla systemu Windows. | N                              |                                |
| Windows Vista Home Premium | Oparta na Windows Vista Home Basic, oferuje dodatkowo zaawansowane cechy skierowane dla domowych użytkowników, takie jak obsługa HDTV czy DVD authoring. Edycja ta jest porównywalna do systemu Windows XP Media Center Edition. Zawiera program Windows Media Center oraz interfejs Aero. Przeznaczona też m.in. do zastosowań sieciowych i graczy. | T                              |                                |
| Windows Vista Business     | Porównywalna do Windows XP Professional i przeznaczona dla rynku biznesowego. Dodaje obsługę domen systemu Windows Server, której brakuje we wszystkich edycjach Home. Edycja ta jest dostarczana razem z nową wersją serwera IIS (Internet Information Services). Licencja uprawnia do downgrade’u, tzn. zainstalowania starszej wersji systemu, czyli Windows XP Professional (także 64-bitowej). W Europie wydano wersję Windows Vista Business N, która jest identyczna jak Windows Vista Business, z wyjątkiem tego, że z tej samej przyczyny, co w edycji Home Basic N, nie zawiera programu Windows Media Player.                                                   | T                              |                                |
| Windows Vista Enterprise   | Edycja ta jest skierowana do przedsiębiorstw. Funkcje przez nią oferowane są połączeniem edycji Business z funkcjami takimi, jak system wirtualizacji oprogramowania Microsoft Virtual PC czy wielojęzyczny interfejs użytkownika (MUI). Edycja ta nie jest dostępna w sprzedaży detalicznej BOX ani w wersjach OEM. Edycja ta posiada system szyfrowania BitLocker, który został też wprowadzony do Windows Vista Ultimate oraz możliwość zmiany języka za pomocą pakietów językowych. | T                              | Microsoft Software Assurance   |
| Windows Vista Ultimate     | Edycja Ultimate jest najbardziej rozbudowaną edycją systemu Windows Vista, posiada wszystkie funkcje pozostałych edycji i m.in. program Windows Media Center. Do systemu wydano kilka ekskluzywnych dodatków. Są to: gry – Microsoft Tinker i Hold 'Em, narzędzie szyfrujące BitLocker, Windows Sound Schemes – alternatywne dźwięki systemu i DreamScene umożliwiający odtwarzanie animacji zamiast statycznej tapety. | T                              |                                |

## Interfejs
Windows Vista zawiera 4 rodzaje interfejsu: Windows Aero, Vista Basic, Vista Standard i interfejs klasyczny.
Windows Aero zawiera trójwymiarowe efekty, takie jak: przełączanie się między aplikacjami – Windows Flip 3D, następca klasycznego przełączania Alt+Tab, miniaturki oraz animacja minimalizacji i maksymalizacji otwartych okien podobna do tej znanej z OS X. Aero Glass dodatkowo sprawia wrażenie gładkości i przezroczystości interfejsu.
Na starszych komputerach, posiadających słabsze karty graficzne i procesory, tych efektów nie ma i system wygląda porównywalnie do poprzednich wersji. Aby w pełni wykorzystać efekty 3D nowego systemu, karta graficzna będzie musiała posiadać technologię Windows Display Driver Model (WDDM).
Windows Basic (porównywalny w stylu znanej z Windows XP Luny) jest uproszczoną wersją Windows Aero, zaprojektowaną dla komputerów, które nie spełniają wymagań sprzętowych Aero Glass (istnieje możliwość wyłączenia Windows Aero – system uruchomi wtedy Windows Basic).
Na najsłabszych komputerach zostanie użyty klasyczny szary interfejs, znany ze starszych wersji systemu (Windows 95, 98, 2000).
Nowością jest także Windows Sidebar. Można do niego „podpiąć” różne miniaplikacje (zwane gadżetami), takie jak odtwarzacz multimedialny, zegar, czytnik RSS, monitor wydajności czy kalendarz. Rozwiązanie to jest odpowiedzią na Dashboard zawarty w OS X oraz SuperKaramba w KDE (środowisku graficznym dostępnym dla systemów uniksowych takich jak GNU/Linux czy systemy z rodziny BSD).

## Wymagania sprzętowe
| Podzespół komputera                    | Minimalne   | Rekomendowane |
| -------------------------------------- | ----------- | --- |
| Procesor                               | 800 MHz     | 1 GHz |
| Pamięć RAM                             | 512 MB      | 1 GB |
| Karta graficzna                        | Super VGA   | WDDM 1.0 32 bity kolorów DirectX 9.0 Pixel Shader 2.0                                                                                       |
| Pamięć VRAM                            | nie dotyczy | 128 MB |
| Rozmiar twardego dysku                 | 20 GB       | 40 GB |
| Ilość wolnego miejsca na twardym dysku | 15 GB       | 15 GB |
| Dysk optyczny                          | CD-ROM      | DVD-ROM |
| Inne                                   | nie dotyczy | karta telewizyjna (Premium, Ultimate) ekran dotykowy (Premium, Business, Ultimate) pamięć USB (Ultimate) Trusted Platform Module (Ultimate) |

## Historia wydań

### Najważniejsze wydania testowe
- 20 października 2003 – wersja Alpha PDC 2003 (kompilacja 4051)
- 7 maja 2004 – wersja Alpha WinHEC 2004 (kompilacja 4074)
- 25 kwietnia 2005 – wstępna wersja Beta WinHEC 2005 (kompilacja 5048)
- 27 lipca 2005 – Beta 1, przeznaczona dla producentów oprogramowania i sprzętu (kompilacja 5112)
- 22 listopada 2005 – wersja udostępniona wąskiej grupie partnerów firmy Microsoft (kompilacja 5259)
- 19 grudnia 2005 – Windows Vista 5270
- 23 lutego 2006 – Windows Vista 5308
- 2 kwietnia 2006 – Windows Vista 5342
- 14 kwietnia 2006 – Windows Vista 5361
- 21 kwietnia 2006 – Windows Vista 5365
- 6 maja 2006 – Windows Vista 5381
- 23 maja 2006 – Windows Vista Beta 2 (5384)
- 25 czerwca 2006 – Windows Vista 5456
- 18 lipca 2006 – Windows Vista 5472
- 25 sierpnia 2006 – Windows Vista 5536

- 1 września 2006 – Windows Vista Release Candidate 1 (5600)
- 23 września 2006 – Windows Vista Release Candidate 1 (5728)
- 6 października 2006 – Windows Vista Release Candidate 2 (5744)
- 20 października 2006 – Windows Vista Release Candidate 2 (5840) (Pre-RTM)

### Ukazane produkcyjne
- 8 listopada 2006 – Windows Vista RTM (6000)
- 30 listopada 2006 – premiera edycji przeznaczonych dla klientów biznesowych.
- 29 stycznia 2007 – premiera edycji systemu dla klientów indywidualnych.
- 7 marca 2007 – polska premiera edycji systemu dla klientów indywidualnych.
- 18 marca 2008 – Windows Vista Service Pack 1 w paczce 5-językowej (6001)
- 15 kwietnia 2008 – Windows Vista Service Pack 1 w paczce wielojęzykowej (6001)
- 25 maja 2009 – Windows Vista Service Pack 2 w paczce 5-językowej (6002)
- 30 czerwca 2009 – Windows Vista Service Pack 2 w paczce wielojęzykowej (6002)

## Ważniejsze aktualizacje

### Service Pack 1
Dodatek ten jest pierwszą większą aktualizacją dla Windows Vista i zawiera szereg udoskonaleń dotyczących bezpieczeństwa, wydajności, stabilności i funkcjonalności systemu, jak również wszystkie wydane dotychczasowo aktualizacje. Dnia 4 lutego 2008 roku zakończono prace nad dodatkiem SP1. 15 lutego 2008 roku Service Pack 1 został udostępniony dla płatnych subskrybentów MSDN-u. 18 marca 2008 roku została udostępniona finalna wersja dla wszystkich zainteresowanych użytkowników. Udostępniono dwa pliki – zbiorcze instalatory SP1 dla wersji x86 oraz x64. Oba zawierały 5 głównych języków (angielski, niemiecki, francuski, hiszpański i japoński). 15 kwietnia 2008 Service Pack 1 został udostępniony w polskiej wersji językowej dla systemu Windows Vista. 12 lipca 2011 wsparcie techniczne dla Service Pack’a 1 zakończyło się.
Większość udoskonaleń i poprawek pojawiła się przed wydaniem SP1 w postaci pojedynczych aktualizacji możliwych do zdobycia poprzez system Windows Update. Poniżej przedstawiono kilkanaście najważniejszych rozwiązanych problemów i udoskonaleń.
- Usunięcie problemu ze stabilnością pracy USB.
- Wyeliminowanie błędu z oglądaniem telewizji w Windows Media Center.
- Zdjęcie ograniczenia do 4 liczby sieci widocznych w menu „Połączenia sieci bezprzewodowej” w przypadku korzystania z adaptera USB Wi-Fi.
- Usunięcie przypadków spowolnienia pracy komputera w przypadku korzystania w IE7 z filtra antyphishingowego.
- Rozwiązanie problemu ze wznowieniem pracy po hibernacji systemu.
- Usunięcie błędu z widocznością dysków optycznych SATA w systemie.
- Usunięcie luki, powodującej znaczne wydłużenie czasu uruchamiania systemu Windows Vista na komputerach IBM i Lenovo.
- Rozwiązanie problemu z obsługą kart ExpressCard.
- Wyeliminowanie sytuacji, kiedy urządzenia Bluetooth nie działają poprawnie po przywróceniu systemu ze stanu uśpienia.
- Usunięcie wady w wersjach 32-bitowych, polegającej na błędnym wykrywaniu pamięci RAM, jeśli jej liczba przekraczała 2 GB.
- Rozwiązanie problemu ze współpracą urządzeń firmy Sony.
- Koniec z nadmierną „prądożernością” niektórych komputerów przenośnych z Vistą.
- Usunięcie problemu z odtwarzaniem plików .mov;
- Zapobieganie wycieku pamięci w odtwarzaczu Windows Media Player.
- Udoskonalenie paska bocznego systemu Windows (Windows Sidebar).
- Udoskonalenie systemu rozpoznawania mowy (tylko dla wersji językowych angielskiej, niemieckiej, francuskiej, hiszpańskiej i japońskiej).

### Service Pack 2
Ostateczna wersja Service Pack 2 dla systemu Windows Vista została wydana 25 maja 2009. Wersja w języku polskim ukazała się 30 czerwca 2009. Wydając Service Pack 2, Microsoft zastosował podejście, w którym poprawki dostępne są najpierw dla subskrybentów TechNet, a kilka dni później – dla wszystkich pozostałych. 11 kwietnia 2017 zakończyło się wsparcie techniczne i aktualizacje dla SP2.

## Krytyka
System Windows Vista firmy Microsoft spotkał się z krytyką użytkowników. Wynika to w głównej mierze z wielu błędów, niedopracowań oraz znacznie zwiększonych wymagań sprzętowych w stosunku do poprzednika Windows XP. Steve Ballmer (CEO Microsoftu) powiedział, że system ten wymaga dalszych prac rozwojowych, a wsparcie dla wcześniejszego systemu Windows XP będzie wydłużone.
Broniąc się przed krytyką, producent systemu przeprowadził w lipcu 2008 kampanię marketingową o nazwie Mojave Experiment. Projekt ten miał dwie fazy. W pierwszej polegał na zebraniu od 120 użytkowników systemów Linux, Mac OS X, Windows XP oraz Windows 2000 ich najpoważniejszych zastrzeżeń wobec Windows Vista. W drugiej zaprezentowano tej samej grupie użytkowników nowy system „Mojave”, który w badaniu opinii uzyskał ponad 90% ocen pozytywnych. Po badaniu opinii ujawniono, że system „Mojave”, to po prostu Windows Vista, ewentualnie skonfigurowany stosownie do indywidualnych upodobań (informacje ze strony Microsoftu).

### Problemy ze sterownikami
Jednym z głównych problemów we wczesnej fazie obecności Windows Vista na rynku okazał się brak dedykowanych sterowników dla wielu elementów komputerów (takich jak karty graficzne i muzyczne) oraz urządzeń peryferyjnych. Wczesne wersje sterowników przeznaczonych dla systemów Windows Vista często oferowały niską wydajność, oraz były częstą przyczyną awarii systemu operacyjnego. Oprócz tego niektóre z nich (np. Creative Alchemy) był dostarczane odpłatnie. Również sterowniki wbudowane w system operacyjny były niewydajne, oraz oferowały bardzo ograniczoną funkcjonalność. W rezultacie wiele komputerów pracujących pod tym systemem operacyjnym oferowało nieporównywalnie niższą wydajność niż pod systemem Windows XP.

### Wymagania sprzętowe
Sam menedżer okien Aero również okazał się problematyczny, ponieważ jego wymagania sprzętowe są większe od otwartych i darmowych menedżerów Beryl, czy też Compiz (dostępnych pod otwartym systemem operacyjnym Linux), które przy mniejszych wymaganiach oferują znacznie więcej możliwości i efektów.

### DRM
Oprócz tego krytykowany był fakt zaimplementowania metod DRM w postaci mechanizmów Windows DRM. W efekcie, w sytuacji, kiedy zażyczy sobie tego twórca mediów, Windows Vista, wykrywając niezaufane elementy systemu, obniży jakość odtwarzania, aby uniknąć przechwycenia mediów w wysokiej jakości. Właściwość ta budzi często kontrowersje, tak jak niemal wszystkie technologie DRM.

### Różne wersje systemu
Dotychczas użytkownicy systemów operacyjnych Microsoft Windows byli przyzwyczajeni do równoległego istnienia dwóch wersji systemu operacyjnego (wersja do użytku domowego oraz korporacyjnego) i w momencie pojawienia się większej liczby systemów operacyjnych nie wiedzieli, jakie są rzeczywiste różnice między różnymi systemami o identycznym zastosowaniu, oraz który z nich wybrać.

### Dostępność DirectX 10
Innym krytykowanym rozwiązaniem jest fakt, że DirectX 10 jest dostępny od Windows Vista, ponieważ według oficjalnego stanowiska Microsoftu „DirectX 10 oferuje funkcje, którym nie podoła środowisko Windows XP”. Z tych powodów w pierwszej połowie 2008 roku jedynie około 8% programistów pisało programy wykorzystujące funkcje nieobecne w Windows XP.